# 笑福亭仁昇
笑福亭 仁昇（しょうふくてい じんしょう、1962年4月29日 - ）は大阪市出身の落語家・高校教師。本名は越智 良夫。

## 来歴
関西大学工学部中退。1984年12月に笑福亭仁鶴に入門。所属事務所は吉本興業。上方落語協会会員。
七代目桂才賀が立ち上げた芸人慰問団「統幕芸激隊」の大阪支部長でもあり、篤志面接委員としても活動を続けている。

## 受賞歴
- 1997年 「第34回なにわ芸術祭」落語部門新人賞
- 1997年 「第2回新進落語家競演会」新人賞、大阪府知事賞、大阪市長賞